# ژوریس اوپاتنیکس
ژوریس اوپاتنیکس (انگلیسی: Juris Upatnieks؛ زاده ۷ مهٔ ۱۹۳۶) یک فیزیک‌دان اهل لتونی-ایالات متحده آمریکا است.